# Watertown (Massachusetts)
Watertown es una ciudad ubicada en el condado de Middlesex en el estado estadounidense de Massachusetts. En el censo de 2010 tenía una población de 31.915 habitantes y una densidad poblacional de 2.993,79 personas por km².

## Geografía
Según la Oficina del Censo de los Estados Unidos, Watertown tiene una superficie total de 10,66 km², de la cual 10,34 km² corresponden a tierra firme y (2,99%) 0,32 km² es agua.

## Demografía
Según el censo de 2010, había 31.915 personas residiendo en Watertown. La densidad de población era de 2.993,79 hab./km². De los 31.915 habitantes, Watertown estaba compuesto por el 84.88% blancos, el 2,98% eran afroamericanos, el 0,13% eran amerindios, el 7,22% eran asiáticos, el 0,04% eran isleños del Pacífico, el 2,08% eran de otras razas y el 2,67% pertenecían a dos o más razas. Del total de la población el 5,29% eran hispanos o latinos de cualquier raza.